# Chó săn phương Nam
Chó săn phương Nam (tiếng Anh: Southern Hound) là một giống chó tồn tại ở Anh có thể cho đến tận thế kỷ XIX, nhưng hiện nay đã lâm vào tình trạng tuyệt chủng. Thời điểm chính xác việc giống chó này tuyệt chủng thực tế không được biết đến; có khả năng là nó đã dần được lai tạo với các giống khác cho đến khi dòng máu Chó săn phương Nam đích thực chấm dứt tồn tại.

## Mức độ phổ biến và từ chối
Chó săn phương Nam vẫn còn phổ biến ở phía nam của sông Trent trong thế kỷ XVIII. Xa hơn về phía bắc, Chó săn thỏ phương Bắc - North Beagle được ưa chuộng. Đây là một giống chó có tốc độ nhanh hơn nhưng có lẽ thiếu cái mũi có khứu giác nhạy bén như của giống chó của Chó săn phương Nam. Trong The Dog, trong Health and Disease 1859, "Stonehenge" (bút danh của John Henry Walsh, biên tập viên tạp chí The Field) cho biết hai giống có thể được phân biệt bằng hiện tượng cằm chảy xệ ở Chó săn phương Nam, nhưng hình minh họa của Chó săn phương Nam trong cùng một cuốn sách lại thiếu chi tiết này. Vào khỏang thời gian nào các giống chó Talbot, Chó săn thỏ phương Bắc và Chó săn phương Nam đã được trộn lẫn là không thể xác định được: tác giả viết vào giữa thế kỷ XIX đã gặp phải khó khăn trong việc phân biệt giữa ba giống chó này.

### Sách tham khảo
- "Stonehenge", (J. H. Walsh) (1859). The Dog, in Health and Disease. Luân Đôn: Longman, Green, Longman and Roberts.